# キリング・ミー・ソフトリー
『キリング・ミー・ソフトリー』（Killing Me Softly）は、2002年に制作されたアメリカ映画。『さらば、わが愛/覇王別姫』で知られるチェン・カイコー（陳凱歌）監督のハリウッド進出作品。原作はニッキ・フレンチの『優しく殺して』。
『ブギーナイツ』のヘザー・グラハムと『恋におちたシェイクスピア』のジョセフ・ファインズが共演するサスペンス。ポルノ並の激しいセックスシーンもあり、一部ビデオレンタル店では18歳未満貸出禁止作品に指定されている。

## ストーリー
ロンドン在住のアメリカ人のアリスはウェブサイト開発を担当するキャリアウーマンであり、同棲中の恋人のジェイクとそれなりに幸せな日々を送っていた。しかしある朝、出勤途中の交差点で見知らぬ男の視線を強く感じたアリスは、勤務中でも男のことが頭から離れなくなって会社を飛び出し、男を追って再会すると誘われるまま男の家で今まで味わったことのない激しいセックスを体験する。それ以降、今日限りと自分に言い聞かせるも再び男のもとへ向かってしまうアリスの周囲で、不可解な出来事が起こり始める。

## キャスト
| 役名                   | 俳優                     | 日本語吹替               | 日本語吹替                                  |
| 役名                   | 俳優                     | ソフト版                 | テレビ東京版                                |
| ---------------------- | ------------------------ | ------------------------ | ------------------------------------------- |
| アリス                 | ヘザー・グラハム         | 清水馨                   | 甲斐田裕子                                  |
| アダム                 | ジョセフ・ファインズ     | 小杉十郎太               | 小山力也                                    |
| デボラ                 | ナターシャ・マケルホーン | 田中敦子                 | 五十嵐麗                                    |
| ダニエル               | イアン・ハート           | 牛山茂                   | 中村秀利                                    |
| クラウス               | ウルリク・トムセン       | 天田益男                 | 楠見尚己                                    |
| ジェイク               | ジェイソン・ヒューズ     | 内田直哉                 | 古澤徹                                      |
| アデル・ブランチャード |                          | 斎藤恵理                 | 渡辺美佐                                    |
| ミセス・ブランチャード | キカ・マーカム           | 翠準子                   | 野沢由香里                                  |
| シルヴィー             | エイミー・ロビンス       | 竹村叔子                 | 弘中くみ子                                  |
| ジョアンナ・ノーブル   | ヤスミン・バナーマン     | 朴璐美                   | 藤貴子                                      |
| ミッシェル             | レベッカ・Ｒ・パーマー   | 幸田夏穂                 | 磯部万沙子                                  |
| マイク                 |                          | 小形満                   | 金尾哲夫                                    |
| ルーシー               |                          | 葛城七穂                 | 小金沢篤子                                  |
| アンソニー             |                          | 小野塚貴志               | 浜田賢二                                    |
| クローディア           |                          | 河内麻友子               | 藤貴子                                      |
| 牧師                   |                          | 小室正幸                 | 宇垣秀成                                    |
| その他                 |                          | 宗矢樹頼 佐藤晴男 飯島肇 | 長克巳 福田信昭                             |
|                        |                          |                          |                                             |
| 演出                   |                          | 佐藤敏夫                 | 向山宏志                                    |
| 翻訳                   |                          | 徐賀世子                 | 芝谷真由美                                  |
| 調整                   |                          | 重光秀樹                 | 重光秀樹                                    |
| 効果                   |                          |                          | リレーション                                |
| 担当                   |                          |                          | 別府憲治                                    |
| プロデューサー         |                          | 中嶋唯雄                 | 久保一郎 渡邉一仁 寺原洋平                  |
| 配給                   |                          |                          | 東芝                                        |
| 制作                   |                          | ケイエスエス             | テレビ東京 HALF H･P STUDIO                  |
| 初回放送               |                          |                          | 2004年10月14日 『木曜洋画劇場』 21:30-23:24 |

## 評価
レビュー・アグリゲーターのRotten Tomatoesでは22件のレビューで支持率は0%、平均点は3.40/10となった。